# Мискатоникский университет
Мискатоникский университет (англ. Miskatonic University) — вымышленный университет в произведениях американского писателя Говарда Филлипса Лавкрафта и последователей «Мифов Ктулху». Располагается в вымышленном городе Аркхем, округ Эссекс, штат Массачусетс. Назван в честь реки Мискатоник. Впервые появляется в рассказе «Герберт Уэст — реаниматор» (1922), где описан медицинский факультет, а после упоминается во многих других произведениях Лавкрафта, в которых описываются другие факультеты. В рассказе «Ужас Данвича» подразумевается, что Мискатоникский университет — очень престижное учреждение, наравне с Гарвардским университетом, и что Гарвард, и Мискатоник — два самых популярных университета для детей «Старых дворян» Массачусетса. 
Мискатоникский университет известен своим собранием оккультной литературы, которая привлекает учёных, кто изучает запретные книги. В библиотеке университета хранится одна из очень редких подлинных копий книги «Некрономикон» Абдул Альхазреда. Другие фолианты включают в себя «Сокровенные культы» фон Юнцта и отрывочную «Книгу Эйбона».
Мискатоникский университет появляется в ролевых и настольных играх, основанных на «Мифах Ктулху».

## Название

Настольная игра «Ужас Аркхема», «Chaosium», 1987 год.

Лавкрафт придумал слово «Мискатоник» как «мешанину корневых слов алгонкинских языков». Топонимы на основе алгонкинских языков распространены в Новой Англии. 
Энтони Пирсолл полагает, что Лавкрафт основывался на названии реки Хаусатоник (англ. Housatonic River), что тянется от пролива Лонг-Айленд, через Беркшир, в западный Массачусетс и западный Коннектикут. 
Дэниел Хармс предполагает, что Мискатоник происходит от Мискат, — племени индейцев, происходящего от коренных народов США, проживающих на территории современного штата Массачусетс. 
Впервые школа в Мискатоникской долине упоминается в рассказе «Картина в доме». В рассказе «Герберт Уэст — реаниматор» Лавкрафт использует название Медицинская школа Университета Мискатоник в Аркхеме (англ. Miskatonic University Medical School in Arkham). Позже Лавкрафт всегда будет использовать название Мискатоникский университет. В тех произведениях, где Лавкрафт использует тему науки, появляется Мискатоникский университет. Художники и музыканты учатся в других университетах и колледжах.

## Реальный прототип

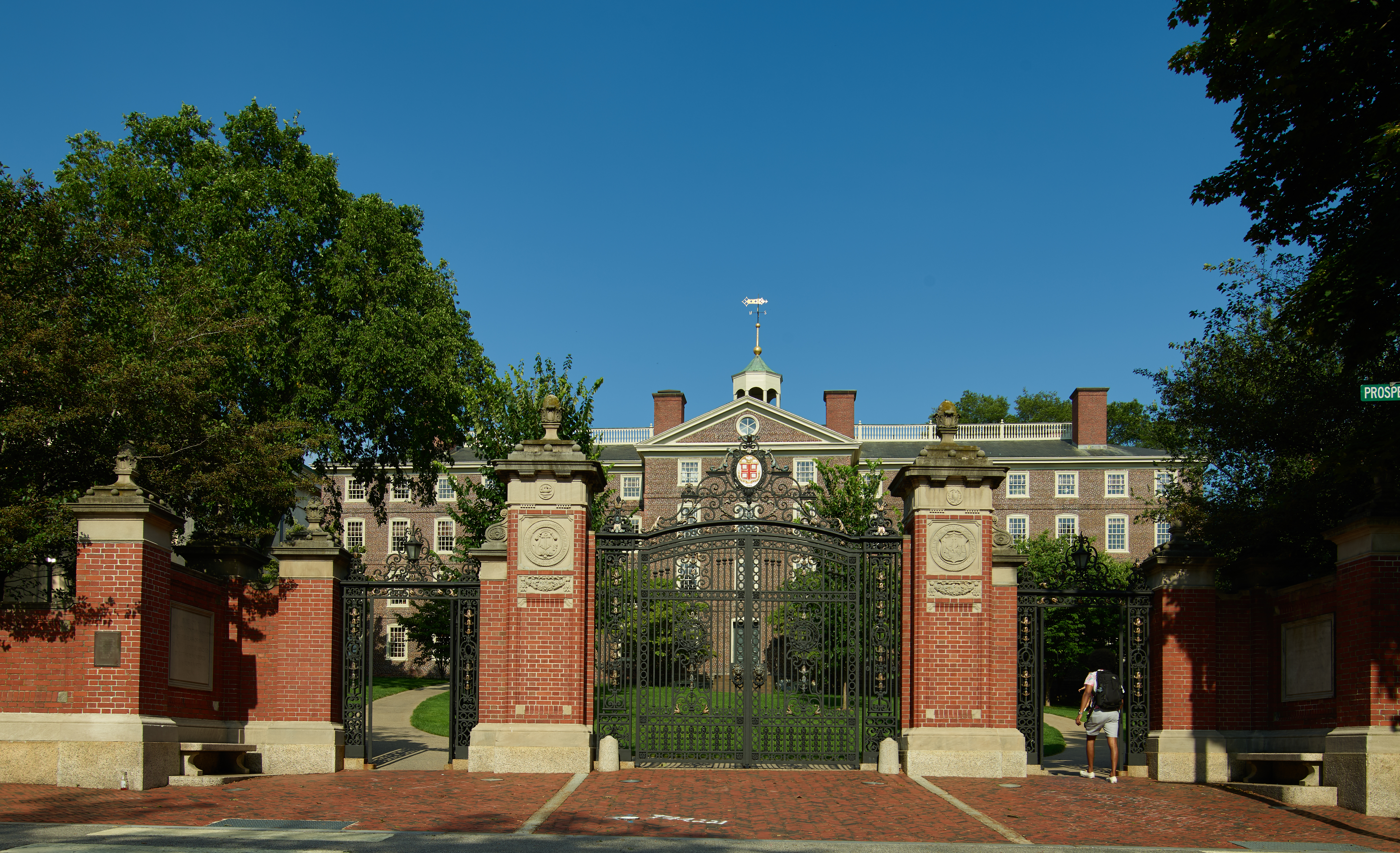
Брауновский Университет

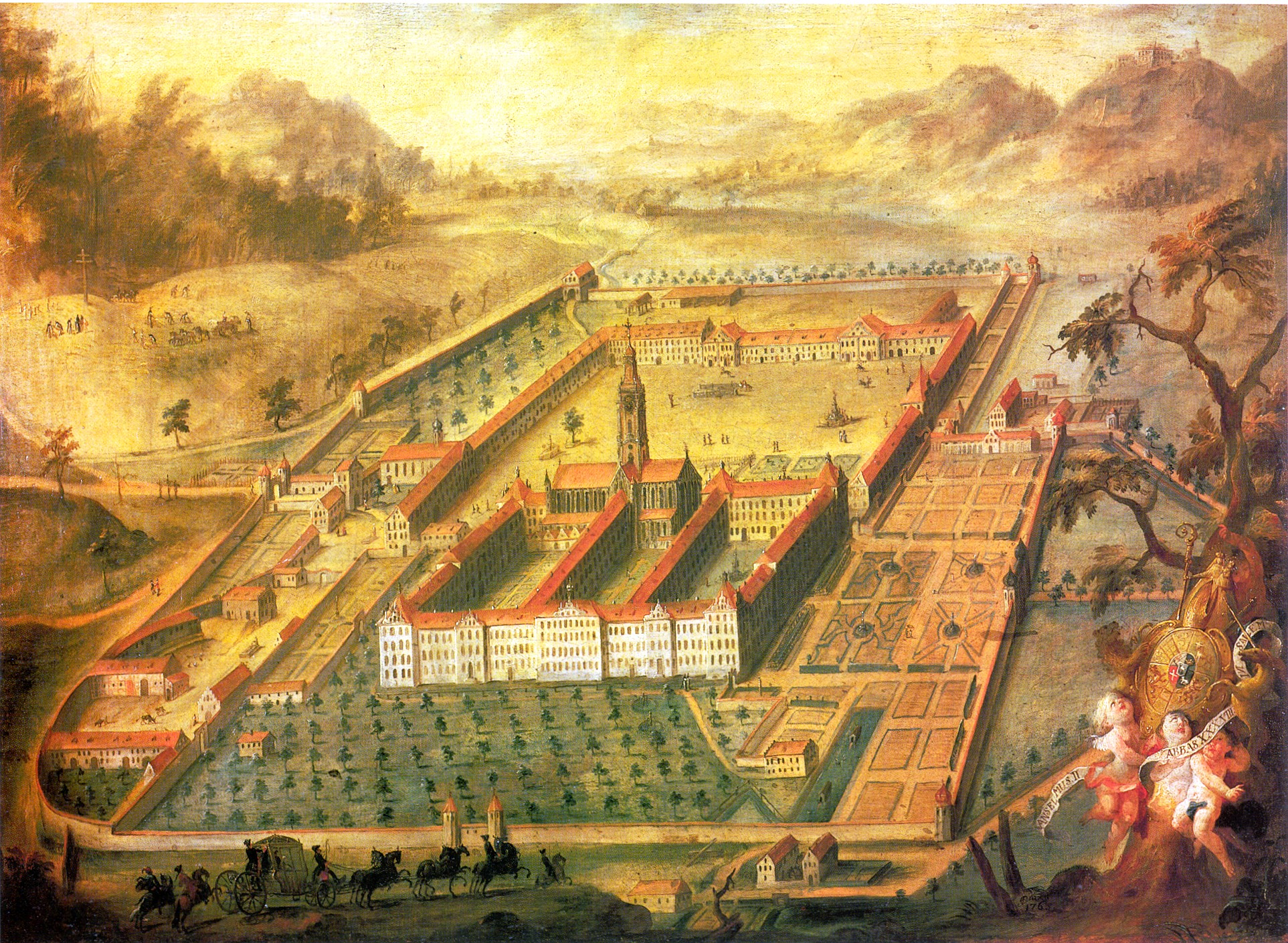
Салем 1765 год

Лавкрафт упоминает множество факультетов, огромную библиотеку, общежития, бар. Некоторые критики полагают, что Мискатоникский университет создан на основе восьми старейших университетов, именуемых «Лига плюща»: Гарвардский университет, Йельский университет, Дартмут и особенно Брауновский университет в его родном городе Провиденс, штат Род-Айленд;  о котором он сам с сожалением говорил, что хотел бы его посещать. Ещё одной моделью мог послужить Колледж-Хилл (англ. College Hill) в Провиденс. По другой версии, Лавкрафт намекает на известный Массачусетский технологический институт (англ. Massachusetts Institute of Technology). 
Точное местоположение университета и самого Аркхема не указано. Известно, что Лавкрафт изменил изначальное местоположение Аркхема, поскольку решил, что долина Куаббин (англ. Quabbin) была затоплена под водохранилище Куаббин, созданное для снабжения Бостона пресной водой — об этом говорится в рассказе «Цвет из иных миров». В поздних произведениях Лавкрафта говорится, что Аркхем находится на некотором расстоянии к северу от Бостона, недалеко от учебного заведения Гордон-Колледж (англ. Gordon College) — возможно, он послужил образом для создания Мискатоникского университета.
Лавкрафт использует имена исторических деятелей, а также колдунов из Салема. Если же считать прототипом Аркхема город Салем, то речь может идти и о колледже Сейлем-стейт (англ. Salem State University). В рассказе «Герберт Уэст — реаниматор» описывается сумасшедший дом в Аркхеме, который, возможно, был вдохновлён государственной психиатрической лечебницей Данверса (прежде известный как Салем), штат Массачусетс. Сумасшедший дом также упоминается в рассказах «Тварь на пороге», «Модель для Пикмана» и «Тень над Иннсмутом».
Персонажи Лавкрафта в большинстве случаев мужского пола — что очень похоже на северо-восточные университеты того времени. Единственная женщина — Асенат Уэйт из рассказа «Тварь на пороге», которая хотела стать мужчиной, поскольку тогда бы она имела гораздо больше возможностей. Библиотекарь Генри Армитедж ревностно оберегает магические книги, долгое время находившиеся под запретом, и говорит фразы на латыни.

## Преподаватели и факультеты
| Профессоры                                                          | Факультет              | Произведение                        |
| ------------------------------------------------------------------- | ---------------------- | ----------------------------------- |
| Пассон или Пастырь Кларк (англ. Passon Clark)                       | учитель                | «Картина в доме»                    |
| доктор Аллан Хэсли (англ. Dr. Allen Halsey)                         | декан мед. факультета  | «Герберт Уэст — реаниматор»         |
| Генри Армитедж (англ. Henry Armitage)                               | главный библиотекарь   | «Ужас Данвича»                      |
| доктор Френсис Морган (англ. Dr. Francis Morgan)                    | археолог               | «Ужас Данвича»                      |
| профессор Уоррен Райс (англ. Professor Warren Rice)                 | языковед               | «Ужас Данвича»                      |
| профессор Этвуд (англ. Professor Atwood)                            | физик                  | «Хребты Безумия»                    |
| профессор Декстер (англ. Professor Dexter)                          | зоолог                 | «Шепчущий во тьме»                  |
| Уильям Дайер (англ. William Dyer)                                   | геолог                 | «Хребты Безумия» «За гранью времён» |
| профессор Лэйк (англ. Professor Lake)                               | биолог                 | «Хребты Безумия»                    |
| профессор Френк Пибоди (англ. Professor Frank H. Pabodie)           | инженер                | «Хребты Безумия»                    |
| профессор Эллери (англ. Professor Ellery)                           | химик                  | «Грёзы в ведьмовском доме»          |
| профессор Натаниэль Уингейт Пизли (англ. Nathaniel Wingate Peaslee) | политическая экономика | «За гранью времён»                  |
| профессор Уингейт Пизли (англ. Wingate Peaslee)                     | психолог               | «За гранью времён»                  |
| профессор Фердинанд Эшли (англ. Professor Ferdinand C. Ashley)      | историк                | «За гранью времён»                  |
| профессор Тайлер Фриборн (англ. Professor Tyler M. Freeborn)        | антрополог             | «За гранью времён»                  |
| профессор Апхэм (англ. Professor Upham)                             | математик              | «Грёзы в ведьмовском доме»          |
| Старый Уолдрон (англ. "Old" Waldron)                                | врач                   | «Грёзы в ведьмовском доме»          |
| Алберт Н. Уилмарт (англ. Albert N. Wilmarth)                        | фольклорист            | «Хребты Безумия» «Шепчущий во тьме» |
| мистер Уильямс (англ. Mr. Williams)                                 | учитель                | «Ведьмин лог»                       |
| профессор Кин (англ. Professor Keane)                               | учитель                | «Ведьмин лог»                       |

## Влияние на культуру
В экранизации «Шепчущий во тьме» 2009 года историческим сообществом был выбрал колледж Маунт-Холиок (англ. Mount Holyoke College) в качестве Мискатоникского университета. Также в этом фильме используется Городской колледж Пасадены (англ. Pasadena City College) для внутренних сцен. 
Комикс «Провиденс» Алана Мура 2015-17 годов использовал колледж Святого Ансельма (англ. Saint Anselm College) в качестве «настоящего» Мискатонического университета.
Некоторые реальные торговцы продают наклейки на бамперы, изображающие предположительный герб университета — сражающихся головоногих.